# Rückershausen (Neukirchen)
Rückershausen ist ein kleiner Stadtteil der Stadt Neukirchen im nordhessischen Schwalm-Eder-Kreis.

## Geographische Lage
Rückershausen befindet sich im Westen des Stadtgebietes von Neukirchen. Von dessen Kernstadt und von Riebelsdorf ist es jeweils rund 500 m entfernt. Durch Rückershausen führt die Bundesstraße 454 (Kirchhain–Niederaula). Den südlichen Dorfrand passiert der Schwalm-Zufluss Grenff, in die der in Nord-Süd-Richtung durch den Ort fließende Goldbach mündet.

## Geschichte
Ortsgeschichte
Rückershausen wurde 1142 erstmals als Ruggereshusun urkundlich in den Güterregistern der Abtei Hersfeld (Urkunden A II Hersfeld) erwähnt. Vermutlich ist der Ort jedoch älter, die Besiedlung in die zweite Siedlungsperiode zur Frankenzeit etwa um 800 n. Chr. stammen könnte. Im Urkundenarchiv des Klosters Spieskappel wurde der Ort um 1197 als Rikershusen, auch Rukershusen erwähnt. Um 1226 wurden die Herren von Rückershausen erstmals urkundlich erwähnt. Sie besaßen Ländereien und Liegenschaften in Ottrau, Merzhausen, Röllshausen und Willingshausen. Ihren Stammsitz hatten sie auf einer Burg in Ruggershusen. Erkenntnisse über diese abgegangene Burg oder urkundliche Erwähnungen sind nicht überliefert.
Im Jahr 1340 überließ das Kloster Immichenhain den Grafen von Ziegenhain tauschweise alle seine Güter im Ort. In den Jahren 1336 und 1343 wurden zwei Linien der von Rückershausen mit dem Gericht von Ottrau betraut. Mit dem Aussterben dieser Linien im Mannesstamm ging ein Teil des Besitzes an die von Baumbach, ein anderer an die Familie Schleier. Mit dem Tod von Helwig von Rückershausen im Jahre 1576 fiel der Großteil seines Erbes, soweit nicht an die Landgrafschaft heimgefallen, durch die Heirat seiner Tochter Dorothea an die von Schwertzell in Willingshausen. Helwig von Rückershausen wurde in der Stadtkirche zu Treysa beigesetzt, wo sich noch heute sein Epitaph befindet.
Der Ort gehörte zum Amt und Gericht Neukirchen in der Grafschaft Ziegenhain, die im Jahre 1450 mit dem Tod des letzten Grafen, Johann II., an die Landgrafschaft Hessen fiel. Bis zum Mittelalter lief zwischen Rückershausen und Riebelsdorf eine Straße zum Spieß, einer Gerichts- und Versammlungsstätte bei Spieskappel, vorbei.
Das 800-jährige Jubiläum des Orts wurde im Jahr 1957 nachgeholt. Am 30. Juni 1979 wurde das Dorfgemeinschaftshaus mit einem neuen Feuerwehrhaus auf dem ehemaligen Friedhof eingeweiht.
Hessische Gebietsreform (1970–1977)
Im Zuge der Gebietsreform in Hessen wurden zum 31. Dezember 1971 die bis dahin selbständigen Gemeinden Asterode, Christerode, Hauptschwenda, Nausis, Riebelsdorf und Rückershausen auf freiwilliger Basis nach Neukirchen eingegliedert. Für die eingegliederten Gemeinden sowie für die Kernstadt Neukirchen wurde je ein Ortsbezirk mit Ortsbeirat und Ortsvorsteher nach der Hessischen Gemeindeordnung gebildet.

## Bevölkerung
Einwohnerstruktur 2011
Nach den Erhebungen des Zensus 2011 lebten am Stichtag, dem 9. Mai 2011, in Rückershausen 180 Einwohner. Darunter waren 3 (1,7 %) Ausländer.
Nach dem Lebensalter waren 24 Einwohner unter 18 Jahren, 75 zwischen 18 und 49, 51 zwischen 50 und 64 und 27 Einwohner waren älter. Die Einwohner lebten in 51 Haushalten. Davon waren 15 Singlehaushalte, 9 Paare ohne Kinder und 18 Paare mit Kindern, sowie 9 Alleinerziehende und keine Wohngemeinschaften. In 12 Haushalten lebten ausschließlich Senioren und in 33 Haushaltungen lebten keine Senioren.
Einwohnerentwicklung
| Quelle: Historisches Ortslexikon |                               |
| • 1502:                          | 4 Männer                      |
| • 1585:                          | 22 Hausgesesse                |
| • 1639:                          | 11 Hausgesesse, zwei Witwen   |
| • 1681:                          | 12 Hausgesesse, ein Ausschuss |
| • 1777:                          | 18 Wohnhäuser, 80 Einwohner.  |

| Rückershausen: Einwohnerzahlen von 1777 bis 2020 | Rückershausen: Einwohnerzahlen von 1777 bis 2020 | Rückershausen: Einwohnerzahlen von 1777 bis 2020 | Rückershausen: Einwohnerzahlen von 1777 bis 2020 | Rückershausen: Einwohnerzahlen von 1777 bis 2020 |
| --- | ------------------------------------------------ | ------------------------------------------------ | ------------------------------------------------ | ------------------------------------------------ |
| Jahr |                                                  |                                                  |                                                  | Einwohner                                        |
| 1777 | 1777                                             |                                                  | 80                                               | 80                                               |
| 1800 | 1800                                             |                                                  | ?                                                | ?                                                |
| 1834 | 1834                                             |                                                  | 138                                              | 138                                              |
| 1840 | 1840                                             |                                                  | 132                                              | 132                                              |
| 1846 | 1846                                             |                                                  | 140                                              | 140                                              |
| 1852 | 1852                                             |                                                  | 146                                              | 146                                              |
| 1858 | 1858                                             |                                                  | 147                                              | 147                                              |
| 1864 | 1864                                             |                                                  | 150                                              | 150                                              |
| 1871 | 1871                                             |                                                  | 138                                              | 138                                              |
| 1875 | 1875                                             |                                                  | 139                                              | 139                                              |
| 1885 | 1885                                             |                                                  | 123                                              | 123                                              |
| 1895 | 1895                                             |                                                  | 145                                              | 145                                              |
| 1905 | 1905                                             |                                                  | 133                                              | 133                                              |
| 1910 | 1910                                             |                                                  | 137                                              | 137                                              |
| 1925 | 1925                                             |                                                  | 162                                              | 162                                              |
| 1939 | 1939                                             |                                                  | 156                                              | 156                                              |
| 1946 | 1946                                             |                                                  | 268                                              | 268                                              |
| 1950 | 1950                                             |                                                  | 255                                              | 255                                              |
| 1956 | 1956                                             |                                                  | 189                                              | 189                                              |
| 1961 | 1961                                             |                                                  | 189                                              | 189                                              |
| 1967 | 1967                                             |                                                  | 189                                              | 189                                              |
| 1970 | 1970                                             |                                                  | 182                                              | 182                                              |
| 1980 | 1980                                             |                                                  | ?                                                | ?                                                |
| 1992 | 1992                                             |                                                  | 213                                              | 213                                              |
| 2000 | 2000                                             |                                                  | ?                                                | ?                                                |
| 2011 | 2011                                             |                                                  | 180                                              | 180                                              |
| 2020 | 2020                                             |                                                  | 180                                              | 180                                              |
| Datenquelle: Historisches Gemeindeverzeichnis für Hessen: Die Bevölkerung der Gemeinden 1834 bis 1967. Wiesbaden: Hessisches Statistisches Landesamt, 1968. Weitere Quellen: LAGIS; Stadt Neustadt; Zensus 2011 |                                                  |                                                  |                                                  |                                                  |

Historische Erwerbstätigkeit
| • 1777: | ein Schmied, ein Schneider, ein Leineweber, ein Tagelöhner, ein Lohnschäfer.                                                     |
| • 1838  | Familien: 11 Ackerbau, 5 Gewerbe, 6 Tagelöhner                                                                                   |
| • 1961  | Erwerbspersonen: 57 Land- und Forstwirtschaft, 30 produzierendes Gewerbe, 2 Handel und Verkehr, 5 Dienstleistungen und Sonstiges |

## Religion

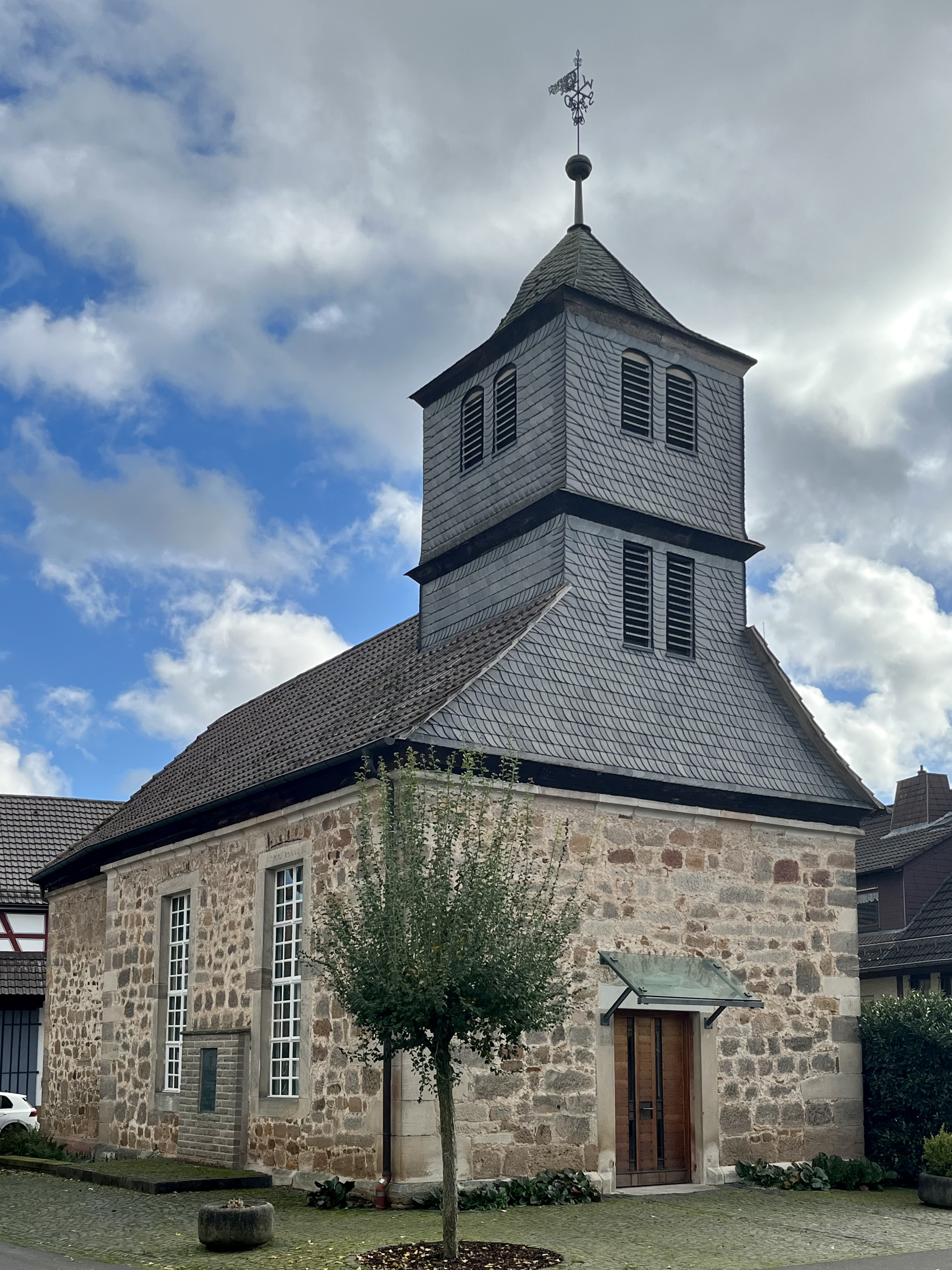
Evangelische Kirche Rückershausen

Im 13. Jahrhundert wurde eine Kapelle errichtet. 1816 wurde sie um ein Schiff mit rechteckigen Fenstern erweitert. Erhalten geblieben sind der ehemals kreuzrippengewölbte Chor aus dem 15. Jahrhundert mit kleinen spätgotischen Spitzbogenfenstern. Bei der Renovierung im Jahr 1962 wurden im Bereich des Chores ein auf 1559 datierter Bilderzyklus von sechs Szenen freigelegt. Vermutlich waren diese Bildnisse ein Geschenk von Helwig von Rückershausen. Nach der Reformation wurden unter Landgraf Moritz von Hessen-Kassel alle Bilder und Kruzifixe aus den Kirchen verbannt. Die Wandmalereien wurden 1612 überkalkt und dadurch erhalten geblieben. Die Bilder schildern Szenen aus dem Leben Jesu und eines das Leiden des Lazarus. Farblich entsprechen sie der Zeit ihrer Entstehung. Ähnliche Darstellungen derartiger biblischer Szenen und Architekturdarstellungen sind noch ohne Beispiel in anderen hessischen Kirchen.
Die Kirche befindet sich in der Dorfmitte. Im November 1965 wurde eine Gedenkstätte für die Opfer des Ersten Weltkrieges und des Zweiten Weltkrieges an der Außenmauer der Kirche eingeweiht.
Historische Religionszugehörigkeit
| Quelle: Historisches Ortslexikon |                                                                  |
| • 1861:                          | 145 evangelisch-reformierte Einwohner                            |
| • 1885:                          | 123 evangelische (= 100 %) Einwohner                             |
| • 1961:                          | 178 evangelische (= 94,18 %), 9 katholische (= 4,76 %) Einwohner |

## Politik

### Ortsbeirat
Für Rückershausen besteht ein Ortsbezirk (Gebiete der ehemaligen Gemeinde Rückershausen) mit Ortsbeirat und Ortsvorsteher nach der Hessischen Gemeindeordnung. Der Ortsbeirat besteht aus fünf Mitgliedern.
Bei den Kommunalwahlen in Hessen 2021 betrug die Wahlbeteiligung zum Ortsbeirat Rückershausen 43,23 %. Alle Kandidaten gehörten der „Bürgerliste Rückershausen“ an. Der Ortsbeirat wählte Alexander Köhler zum Ortsvorsteher.

### Wappen
Am 24. November 1966 wurde der Gemeinde Rückershausen im Landkreis Ziegenhain ein Wappen mit folgender Blasonierung verliehen: In Rot eine goldene Garbe zwischen zwei silbernen abgewendeten Beilen.

## Kultur und Sehenswürdigkeiten
Für die unter Denkmalschutz stehenden Kulturdenkmäler des Ortes siehe die Liste der Kulturdenkmäler in Rückershausen (Neukirchen).

### Naturdenkmäler
Im nördlichen Rückershäuser Wald befindet sich eine abgestorbene Eiche mit einem Brusthöhenumfang von 5,90 m (2015).

### Knüllwaldbahn-Radweg
Am 31. Juli 1907 wurde die Knüllwaldbahn von Treysa nach Bad Hersfeld eröffnet, allerdings ohne Haltestelle in Rückershausen. Die Strecke tangiert den Ort südlich in der Nähe des Fischteichs. Am 1. Juni 1984 wurde der Personenverkehr auf der Strecke zwischen Oberaula und Treysa eingestellt, am 31. August 1995 auch der Güterverkehr. Im Sommer 2007 begann auf der ehemaligen Bahntrasse der Ausbau des ersten Abschnitts des Knüllwaldbahn-Radwegs (R11) (Teil des Europaradwegs D4) neun Kilometer von Riebelsdorf bis zur Lenzenmühle bei Kleinropperhausen, der im April 2008 zur Benutzung, im September 2009 wurde auch das Teilstück von der Lenzenmühle bis Wahlshausen freigegeben.

## Freiwillige Feuerwehr
Die Freiwillige Feuerwehr des Ortes wurde in 1935 gegründet und ist nach der Kernstadtwehr mit der Feuerwehr aus Seigertshausen die zweitälteste Freiwillige Feuerwehr der Stadt Neukirchen. Sie stellt den örtlichen Brandschutz und Hilfeleistungen sicher. Des Weiteren ist sie Teil des Katastrophenschutzzuges der Stadt Neukirchen.